# 美國海軍駐韓國司令部
美國海軍駐韓國司令部（英語：United States Naval Forces Korea）是美國海軍主要的一個岸上司令部之一，為美國海軍在韓國的所有活動提供岸上支援。其總部位於釜山海軍基地。
美國海軍駐韓國司令部隸屬於美國第七艦隊作戰司令部，負責支援朝鮮半島所有美國海軍艦艇和駐韓美軍。美國海軍駐韓國司令由海軍少將擔任，他擔任駐韓美軍司令的海軍聯絡人。在戰時，美國海軍駐韓國司令部成為美國第七艦隊的地面特遣部隊。